# Luis Puenzo
Luis Puenzo (Buenos Aires, 19 de febrer de 1946) és un director i guionista cinematogràfic argentí. Va obtenir l'Oscar a la millor pel·lícula de parla no anglesa el 1986 amb el seu primer llargmetratge, La historia oficial, una història sobre els desapareguts per la dictadura argentina. Poc prolífic, va rodar menys d'una mitja dotzena de pel·lícules des de llavors, incloent-hi Gringo vell, amb Gregory Peck sobre una novel·la del mexicà Carlos Fuentes, i La pesta, adaptant la novel·la homònima d'Albert Camus.

## Biografia
Va conèixer la fama el 1985 gràcies a La storia ufficiale (La historia oficial), llargmetratge sobre la tragèdia dels ciutadans argentins després de la caiguda del règim militar; pel·lícula que li ha valgut nombrosos premis en tot el món, comprès l'Oscar a la millor pel·lícula estrangera.
Traslladant-se a treballar en els Estats Units no va tenir una bona retroalimentació ni amb el western crepuscular Gringo vell (1989) amb Gregory Peck i Jane Fonda, ni amb l'adaptació de La pesta (1992) de Camus, amb William Hurt.
La seva darrera pel·lícula és La puta y la ballena del 2004.

## Filmografia
Les seves pel·lícules més destacades són:
- La història oficial (1985)
- Gringo vell (Old Gringo) (1989)
- La Pesta (1992)
- La puta y la ballena (2004)

## Oscars
| Any  | Categoria                                        | Pel·lícula          | Resultat  |
| ---- | ------------------------------------------------ | ------------------- | --------- |
| 1985 | Oscar a la millor pel·lícula de parla no anglesa | La historia oficial | Guanyador |
| 1985 | Oscar al millor guió original                    | La historia oficial | Nominat   |